# Casasimarro
Casasimarro és un municipi de la província de Conca, a la comunitat autònoma de Castella la Manxa, concretament està situat a la zona sud de la província a 93 km de Conca. En el cens de 2007 tenia 3120 habitants i una superfície de 49,62 km². Limita amb els municipis de Sisante, El Picazo, Villanueva de la Jara, Quintanar del Rey i Villalgordo del Júcar, aquest últim a la província d'Albacete.